# Cereal Research Communications
Cereal Research Communications is een internationaal, aan collegiale toetsing onderworpen wetenschappelijk tijdschrift op het gebied van de landbouwkunde. De naam wordt in literatuurverwijzingen meestal afgekort tot Cereal Res. Comm. Het verschijnt 4 keer per jaar.